# Jordan Woodard
Jordan Woodard (wym. /ˈwʊdɑːrd/ ( odsłuchaj), ur. 24 listopada 1995 w Arcadia) – amerykański koszykarz grający na pozycji rozgrywającego.
W październiku 2017 został wybrany w III rundzie draftu D-League przez Texas Legends. 19 lutego 2018 został pozyskany przez Iowa Wolves. Nie rozegrał w zespole żadnego spotkania.
29 sierpnia 2018 dołączył do Legii Warszawa. 7 września opuścił klub z powodów osobistych, rozwiązując umowę za porozumieniem stron.

## Osiągnięcia
Stan na 31 sierpnia 2018, na podstawie, o ile nie zaznaczono inaczej.
NCAA
- Uczestnik rozgrywek:
  - NCAA Final Four (2016)
  - Sweet 16 turnieju NCAA (2015, 2016)
  - turnieju NCAA (2014–2016)
- Zaliczony do:
  - I składu turnieju:
    - Puerto Rico Tip-Off Classic (2017)
    - Tire Pros Invitational (2017)

  - składu All-Big 12 Honorable Mention (2016)